# Station Wrzosowo
Station Wrzosowo is een spoorwegstation in de Poolse plaats Wrzosowo.